# Planet Max
Planet Max ist eine US-amerikanische Computeranimationsserie. Der Ableger der Serie Jimmy Neutron wurde von O Entertainment produziert.

## Handlung
Die Serie handelt von Max Estevez (engl. Sheen Estevez), der schon in der Serie Jimmy Neutron dabei war. Als Max sich eine Rakete von Jimmy Neutron ausgeliehen hat, stürzte er auf dem Planeten Zeenu ab. Jetzt muss er auf Zeenu mit einem Bösewicht namens Zunkus (engl. Dorkus), einer zweiköpfigen Prinzessin und einem Schimpansen auskommen. Max muss dabei die Rakete reparieren, um wieder zurück zu seinem Heimatplaneten Erde zurückkehren.
Am Ende jeder Episode, schreibt er, in seinem Tagebuch, einen Brief an seine Großmutter und hofft, dass sie es eines Tages lesen wird, wenn er wieder auf der Erde ist.
Bis auf Max und Karl, ist keine andere Figur aus Jimmy Neutron in der Serie erschienen oder erwähnt worden. Karl hat einen Cameo in der zweiten Folge, in einer Rückblende und Jimmy Neutron wurde nur in der ersten Folge erwähnt, als Max die Rakete anschaute. Es ist nicht bekannt, warum Jimmy und die anderen nicht nach Max suchten und ihn zurückholten. Ein Grund dafür wäre die frühe Absetzung der Serie.
In der Folge Sprung in die Zukunft aus Jimmy Neutron ist bekannt, dass Max aus Zeenu zurückgekehrt ist, da er als Erwachsener auf der Erde lebt. Wie und wann er zurückkam, wurde nie enthüllt.

## Figuren
- Max Estevez ist schon aus der Serie Jimmy Neutron bekannt. Seine Charaktereigenschaften haben sich in Planet Max nicht verändert. Da „der Herrscher“ ihn sehr mag und er es tatsächlich schaffte einen Fluckzuck zu bekämpfen, wird er der neue Berater des Herrschers.
- Mr. Nesmith ist ein Schimpanse der NASA, der auf eine Weltraummission geschickt wurde, dabei aber auf Zeenu notlanden musste. Er beherrschte kurz darauf die menschliche Sprache und erhielt ein großes technisches Fachwissen. Er ist der Gegensatz zu Max und übernimmt die Verantwortung über ihn.
- Der Herrscher ist ein Außerirdischer und Herrscher über Zeenu. Sein Kopf erinnert an einen Tintenfisch. Da Max seinen richtigen Namen nicht aussprechen konnte, nennt er ihn einfach „Herrscher“.
- Prinzessin Huppla ist die Tochter des Herrschers, besitzt zwei Gesichter und ist unsterblich in Max verliebt. Sie gibt Max immer einen „Roffenhoffer“ was einer Art von Kuss entspricht. Max findet sie jedoch abstoßend.
- Aseefa ist eine Vertreterin eines Stammes von menschenähnlichen, blauen Außerirdischen. Sie ist eine Kriegerin und in etwa im Alter von Max. Max ist seit ihrer ersten Begegnung in sie verliebt. Sie besitzt einen Fluckzuck als Haustier, den sie Flucki Fluck nennt.
- Doppy Doppweiler ist ein schneckenartiger Außerirdischer, und Max’ neuer bester Freund. Er ist vom Aussehen und Verhalten her nahezu identisch mit Carl Keucher dem besten Freund von Jimmy und Max in der Serie Jimmy Neutron.
- Zunkus war der erste Berater des Herrschers, bevor Max auftauchte. Seitdem hasst er Max und sieht ihn als größten Konkurrenten. Er sagt immer, wenn ihm etwas Schlimmes widerfährt: „Verfluxt!“ Sein Haus wird regelmäßig von Max zerstört. Max macht sich über seinen Namen lustig, da „Zunkus“ ausgesprochen so klingt wie „Zungenkuss“.
- Pinter ist Zunkus’ Berater und häufig gut gelaunt. Er gehört einer Spezies an, die so aussieht wie ein Augapfel mit Fledermausflügeln.
- Bob ist der Alienvernichter auf Zeenu und sehr groß und kräftig, hat jedoch einen winzigen Kopf. Er ist gegen vieles allergisch und spricht mit niederländischem Akzent.
- Flucki Fluck ist Aseefas Haustier und ein Fluckzuck. Aseefa hat ihn immer unter Kontrolle und sie merkt nicht wie gefährlich er eigentlich ist.
- Doatie ist Doppys Haustier und ein echsenartiges, verfressenes Wesen. Doppys Eltern haben ihn als Haustier ausgesucht, da er sehr ungefährlich ist. Wenn etwas zu Bruch geht, verspeist er es und spuckt es im reparierten Zustand wieder aus.
- Mr. und Mrs. Doppweiler sind Doppys Eltern. Sie sind immer besorgt um ihren Jungen. Sie entsprechen Mr. und Mrs. Keucher aus Jimmy Neutron.
- Grish (auch bekannt als Grish, der Wunderschöne) ist ein Außerirdischer und Hupplas Ex-Freund. Da er glaubt, dass Huppla und Max ein Paar seien, versucht er Max loszuwerden. Max gibt ihm jedoch zu verstehen, dass er nichts von Huppla will und hilft Grish dabei, dass sich Huppla wieder in ihn verliebt. Grish hat, ähnlich wie Huppla, zwei Gesichter, zwei Köpfe und somit auch zwei Gehirne. Somit ist Grish eigentlich zwei in einem. Den Beinamen „der Wunderschöne“ trägt er, weil es das Wichtigste für ihn ist, immer perfekt auszusehen.
- Borok, der Zerstörer ist ein pferdeähnlicher Außerirdischer und war früher die gemeinste Person auf Zeenu. Er hat die Fähigkeit, mit seinen Nasenhaaren, Dinge zu greifen und in seiner Nase aufzubewahren und zu transportieren. Max und Zunkus wurden eingefangen und in seiner Nase eingesperrt. Max konnte jedoch mit einem Triebwerk der Rakete sich, Zunkus und einen Zeenuaner, der als Säugling dort hineinkam, befreien und entfernte somit all den Schleim aus der Nase Boroks. Borok konnte somit wieder durchatmen und wird dadurch gut. Seitdem bezeichnet er sich als Borok, der Wohltäter.

## Produktion und Veröffentlichung
Die Serie wurde von O Entertainment nach einer Idee von Keith Alcorn und Steve Oedekerk produziert. Die Musik komponierte Michael Tavera und für den Schnitt waren Joe E. Elwood und Jake Patton verantwortlich.
Nickelodeon strahlt die Serie seit dem 2. Oktober 2010 in den USA aus. Auf dem deutschen Ableger wurde die erste Folge als Vorschau am 28. November 2010 ausgestrahlt.
Für die anderen Länder wurden die Szenen, in denen Text eingeblendet wird, speziell in der spezifischen Sprache gerendert.

## Synchronisation
| Rolle                            | Englischer Sprecher | Deutscher Sprecher |
| -------------------------------- | ------------------- | ------------------ |
| Max Estevez                      | Jeff Garcia         | Wanja Gerick       |
| Mr. Nesmith                      | Bob Joles           | Stefan Staudinger  |
| Doppy Doppweiler                 | Rob Paulsen         | Gerrit Schmidt-Foß |
| Aseefa                           | Soleil Moon Frye    | Luisa Wietzorek    |
| Zunkus Aurelius                  | Jeff Bennett        | Jan Spitzer        |
| Prinzessin Huppla (Erster Kopf)  | Candi Milo          | Jill Schulz        |
| Prinzessin Huppla (Zweiter Kopf) | Morgan Murphy       | Martina Treger     |
| Der Herrscher XXV.               | Fred Tatasciore     | Uli Krohm          |
| Pinter                           | Thomas Lennon       | Tim Knauer         |

## Staffeln

### Ausstrahlung
| Staffel   | Episoden | Ausstrahlung (USA) Nickelodeon / Nicktoons | Ausstrahlung (Deutschland / Österreich) Nickelodeon / Nicktoons |
| --------- | -------- | ------------------------------------------ | --------------------------------------------------------------- |
| Staffel 1 | 26       | 2. Oktober 2010 bis 15. Februar 2013       | 28. November 2010 bis 30. Juli 2012                             |

### Episodenliste
| Nummer (gesamt) | Nummer (Staffel) | Originaltitel                        | Deutscher Titel            | Erstausstrahlung (Nickelodeon USA / Nicktoons USA) | Erstausstrahlung (Nickelodeon DE / Nicktoons DE) |
| 01              | 1-01             | Pilot                                | Planet Max                 | 2. Oktober 2010                                    | 28. November 2010                                |
| 02              | 1-02             | Is This Cute?                        | Ist das süß?               | 9. Oktober 2010                                    | 26. Februar 2011                                 |
| 02              | 1-03             | The Boy Next Dorkus                  | Party gegen Party          | 9. Oktober 2010                                    | 26. Februar 2011                                 |
| 03              | 1-04             | What’s Up Chock?                     | Flucki Fluck               | 16. Oktober 2011                                   | 5. März 2011                                     |
| 03              | 1-05             | Joust Friends                        | Grish, der Wunderschöne    | 16. Oktober 2011                                   | 6. März 2011                                     |
| 04              | 1-05             | Sheen for a Day                      | Der Maxtag                 | 28. September 2012                                 | 12. März 2011                                    |
| 04              | 1-06             | Well Bread Man                       | Ein Mann – ein Boot        | 28. September 2012                                 | 13. März 2011                                    |
| 05              | 1-08             | Cutting the Ultra-Cord               | Die Ultralord-Depression   | 28. November 2010                                  | 19. März 2011                                    |
| 05              | 1-09             | Trial by Jerry                       | Nesmith vor Gericht        | 28. November 2010                                  | 20. März 2011                                    |
| 06              | 1-10             | Keeping Up with the Gronzes          | Die Gronze-Brüder          | 13. November 2010                                  | 26. März 2011                                    |
| 06              | 1-11             | Torzilla                             | Das Tortilla-Monster       | 23. Oktober 2010                                   | 27. März 2011                                    |
| 07              | 1-11             | Thanksgetting                        | Geschenkedank              | 13. November 2010                                  | 2. April 2011                                    |
| 07              | 1-12             | There’s Something About Scary        | Zum Fürchten               | 23. Oktober 2010                                   | 3. April 2011                                    |
| 08              | 1-14             | Act I, Sheen I                       | So ein Theater             | 28. November 2010                                  | 9. April 2011                                    |
| 08              | 1-15             | Money Suits Sheen                    | Max und der Geldanzug      | 28. November 2010                                  | 10. April 2011                                   |
| 09              | 1-16             | Washing My Sheen                     | Stinken für den Frieden    | 18. Mai 2012                                       | 16. April 2011                                   |
| 09              | 1-17             | Stuck in the Riddle with You         | Die Gehirnblume            | 18. Mai 2012                                       | 17. April 2011                                   |
| 10              | 1-18             | Chock Around the Clock               | Flucki ist weg             | 12. Februar 2011                                   | 10. September 2011                               |
| 10              | 1-19             | The Oomlick Maneuver                 | Nie wieder Raffenhoffer!   | 12. Februar 2011                                   | 3. Juli 2011                                     |
| 11              | 1-20             | Ooze on First                        | Der rasende Komet          | 6. Juli 2012                                       | 2. September 2011                                |
| 11              | 1-21             | Monster-Fighting Combat Strike Force | Die Monsterbekämpfer       | 26. Februar 2011                                   | 2. September 2011                                |
| 12              | 1-22             | To Chill a Mocking Blurg             | Die Spottkotzler           | 17. August 2011                                    | 4. September 2011                                |
| 12              | 1-23             | Now you Sheen it                     | Der große Maxini           | 17. August 2011                                    | 4. September 2011                                |
| 13              | 1-24             | Desperate Houseguests                | Unerwünschte Gäste         | 18. August 2011                                    | 3. September 2011                                |
| 13              | 1-25             | Nesvidanya                           | Affenliebe                 | 18. August 2011                                    | 3. September 2011                                |
| 14              | 1-26             | Sheen Says                           | Max hat das Sagen          | 7. September 2012                                  | 12. September 2011                               |
| 14              | 1-27             | Hippocratic Oaf                      | Doktor, Doktor             | 7. September 2012                                  | 12. September 2011                               |
| 15              | 1-28             | ExpreSheenism                        | Max der Künstler           | 4. Mai 2012                                        | 14. September 2011                               |
| 15              | 1-29             | Gotta Go                             | Ich muss mal               | 4. Mai 2012                                        | 14. September 2011                               |
| 16              | 1-30             | Well-Oiled Fighting Ma-Sheen         | General Max                | 8. Juni 2012                                       | 16. September 2011                               |
| 16              | 1-31             | Dorkus In Chains                     | Beste Freunde              | 8. Juni 2012                                       | 16. September 2011                               |
| 17              | 1-32             | He Went Hataway                      | Mützenjagd                 | 25. Mai 2012                                       | 20. September 2011                               |
| 17              | 1-33             | Tongue-Tied                          | Zungensalat                | 25. Mai 2012                                       | 20. September 2011                               |
| 18              | 1-34             | Nesmith is Spoken For                | Der Intelligenztest        | 5. Oktober 2012                                    | 22. September 2011                               |
| 18              | 1-35             | Feeling Roovy                        | Die Jagd nach dem Rowi     | 5. Oktober 2012                                    | 22. September 2011                               |
| 19              | 1-36             | Shave the Last Dance for Me          | Das Schnurrbart-Monster    | 26. Oktober 2012                                   | 26. September 2011                               |
| 19              | 1-37             | Berry Big Trouble                    | Biestige Beeren            | 2. November 2012                                   | 26. September 2011                               |
| 20              | 1-38             | Scape Doat                           | Der Affe hat Schuld        | 14. September 2012                                 | 28. September 2011                               |
| 20              | 1-39             | Haute CuiSheen                       | Chefkoch Max               | 14. September 2012                                 | 28. September 2011                               |
| 21              | 1-40             | MetamorphoSheen                      | Das Fest der Beine         | 26. Oktober 2012                                   | 30. September 2011                               |
| 21              | 1-41             | MiSheen Impossible                   | Maximal genialistisch      | 2. November 2012                                   | 30. September 2011                               |
| 22              | 1-42             | Nightmare Sheenario                  | Der wachgewordene Alptraum | 16. November 2012                                  | 10. Dezember 2011                                |
| 22              | 1-43             | Drak a Bye Baby                      | Das Dreckbock-Baby         | 16. November 2012                                  | 10. Dezember 2011                                |
| 23              | 1-44             | Sheen Racer                          | Der Schnellste von Zeenu   | 11. Mai 2012                                       | 11. Februar 2012 (Pay-TV)                        |
| 23              | 1-45             | QuaranSheen                          | Tanzfieber                 | 11. Mai 2012                                       | 11. Februar 2012 (Pay-TV)                        |
| 24              | 1-46             | Banana Quest                         | Die Affengrippe            | 15. Februar 2013                                   | 26. Juli 2012 (Pay-TV)                           |
| 25              | 1-47             | Raging Belle                         | Der Schöne und das Biest   | 21. September 2012                                 | 27. Juli 2012 (Pay-TV)                           |
| 25              | 1-48             | Breath Wish                          | Übelatem-Max               | 21. September 2012                                 | 27. Juli 2012 (Pay-TV)                           |
| 26              | 1-49             | Blunderlings                         | Die große Talentshow       | 9. November 2012                                   | 30. Juli 2012 (Pay-TV)                           |
| 26              | 1-50             | Dawn of the Wedge                    | Die Schlüpferzieher kommen | 9. November 2012                                   | 30. Juli 2012 (Pay-TV)                           |